# 튀르키예의 여자 가수 목록
다음은 터키의 여자 가수 목록이다.

## 가
- 외뮈르 게디크
- 레일라 겐제르
- 셀마 게체르
- 슬라 겐촐루
- 엘리프 괴칼프
- 아슬르 괴쿄쿠슈
- 부르주 귀네슈
- 외이퀴 귀르만
- 귁체
- 에브루 귄데스
- 귈세렌
- 멜리하트 귈세스
- 귈셴

## 나
- 무흐테렘 누르

## 다
- 멜리스 다니슈멘드
- 케리만 다브란
- 아이누르 도안
- 귁셀 데미르펜셰
- 뉙헤트 두루
- 제이네프 디즈다르

## 라
- 아이린 리바넬리

## 마
- 야세민 모리

## 바
- 제한 바르부르
- 기젬 베르크
- 볼복스

## 사
- 시마 사르카야
- 에멜 사이은
- 지네트 살리
- 레만 삼
- 셰발 삼
- 리네트 샤울
- 아르주 샤힌
- 뮈제이엔 세나르
- 데니즈 세키
- 로즈다 셴세스
- 시린 소이살
- 프나르 소이칸
- 곤자귈 수나르
- 심게

## 아
- 아딜게
- 푼다 아라르
- 이즐랄 아르
- 무아제즈 아바즈
- 치겜 아슬란
- 아일린 아슬름
- 딜베르 아이
- 데메트 아칼른
- 세바하트 아키라즈
- 에미네 아타
- 세젠 악수
- 아일라 알간
- 아이귈 야실닐
- 세미하 양크
- 투바 에킨지
- 귈벤 에르겐
- 벵귀 에르덴
- 뷜렌트 에르소이

⁪* 잔단 에르체틴
- 제일란 에르템
- 아이셰 하툰 외날
- 퓌순 외날
- 뉘즈헤 외켄
- 튈라이 외제르
- 윅셀 외즈카사프
- 부르주야 우이아르
- 튀라이 우이아르
- 메리츠 유르다타판
- 이을드즈 아이한
- 닐뤼페르 윰루
- 이젤 첼리쾨즈

## 자
- 시벨 잔

## 차
- 자클린 차륵츠

## 카
- 레이한 카라자
- 닐 카라이브라힘길
- 미르잔 카야
- 휠야 카잔
- 칼벤
- 수나 코라트

## 타
- 세얄 타네르
- 비르센 테제르
- 데메트 툰제르
- 셈라 튀렐
- 딜레크 튀르칸
- 데니즈 튀르칼리
- 사데트 튀르쾨즈
- 이을드즈 틸베

## 파
- 셰브넴 페라흐
- 로말 페리한
- 에브루 폴라트

## 하
- 헵시